# Truedsholm
Truedsholm är en borgruin som ligger på Holma ö i Byasjön i Sibbarps socken i Varbergs kommun.
Borgen är medeltida och var ursprungligen ca 55 x 60 m (SV-NÖ), bestående av vallar, två husgrunder, en vägbank och en kanal. Den utgjorde en viktig försvarsanläggning i det dåtida danska riket. Härifrån kunde en färdväg mellan kusten och skogsbygden bevakas. Truedsholm finns angiven på danska kartor från 1585 och 1595. Ett flertal sägner finns nedtecknade om platsen. En berättelse säger att Trued på Truedsholm haft duell med en vid Skottesten jordad Skotte.
Truedsholm blev troligen ersatt på 1600-talet av Öströö, som omnämns första gången 1366 (Höstre i Daxasa Sochn). I en jordebok från 1686 upptas godset som Öströö säteri. Under medeltiden ägdes Öströ av flera adliga familjer, däribland Sparre och Snakenborg. Från 1500-talet har godset ägts av familjer som Rosengiedde, Morman, Årrhane, Uggla och Löwenskjöld.
Runt den nutida borgruinen finns en öppen betesmark med spridda träddungar.